# Microglossum
Microglossum is een geslacht van schimmels behorend tot de familie Leotiaceae. Het lectotypo is Microglossum viride.

## Soorten
Volgens Index Fungorum telt dit geslacht 26 soorten (peildatum april 2023):
| Soortnaam                                     | Auteur(s)                              | Publicatiejaar |
| --------------------------------------------- | -------------------------------------- | -------------- |
| Microglossum atrovirens                       | (Kunze & J.C. Schmidt) Gillet          | 1879           |
| Microglossum capitatum                        | F.L. Tai                               | 1944           |
| Microglossum clavatum                         | V. Kučera, Lizoň & Tomšovský           | 2017           |
| Microglossum contortum                        | Peck                                   | 1898           |
| Microglossum cyanobasis                       | P. Iglesias & Arauzo                   | 2013           |
| Microglossum fechtneri                        | Velen.                                 | 1934           |
| Microglossum fumosum                          | (Peck) E.J. Durand                     | 1908           |
| Microglossum griseoviride                     | V. Kučera, Lizoň & Tomšovský           | 2014           |
| Microglossum jaczewskii                       | Naumov                                 | 1964           |
| Microglossum longisporum                      | E.J. Durand                            | 1908           |
| Microglossum lutescens                        | Boud.                                  | 1896           |
| Microglossum macrosporum                      | Ekanayaka & K.D. Hyde                  | 2019           |
| Microglossum minus                            | Velen.                                 | 1934           |
| Microglossum nudipes (Gladde groene aardtong) | Boud.                                  | 1917           |
| Microglossum obscurum                         | Peck                                   | 1899           |
| Microglossum olivaceisquamulosum              | Grund & K.A. Harrison                  | 1967           |
| Microglossum olivaceum (Olijfgroene aardtong) | (Pers.) Gillet                         | 1879           |
| Microglossum partitum                         | Pat.                                   | 1890           |
| Microglossum parvisporum                      | V. Kučera, Lizoň & Tomšovský           | 2014           |
| Microglossum pratense                         | V. Kučera, Tomšovský & Lizoš           | 2017           |
| Microglossum rickii                           | S. Imai                                | 1942           |
| Microglossum rufum                            | (Schwein.) Underw.                     | 1896           |
| Microglossum tenebrosum                       | V. Kučera, Tomšovský, Lizoš & F. Hampe | 2017           |
| Microglossum tetrasporum                      | F.L. Tai                               | 1944           |
| Microglossum truncatum                        | V. Kučera, Tomšovský & Lizoš           | 2017           |
| Microglossum viride (Groene aardtong)         | (Schrad. ex J.F. Gmel.) Gillet         | 1879           |